# Робледо-де-Корпес
Робледо-де-Корпес (ісп. Robledo de Corpes) — муніципалітет в Іспанії, у складі автономної спільноти Кастилія-Ла-Манча, у провінції Гвадалахара. Населення — 66 осіб (2010).
Муніципалітет розташований на відстані близько 100 км на північний схід від Мадрида, 55 км на північ від Гвадалахари.

## Демографія
Динаміка населення (INE ):